# KOMPSAT-2
KOMPSat-2 (от англ. KOrea Multi-Purpose SATellite, также известен как Arirang-2) — корейский спутник дистанционного зондирования Земли.
Планируется, что аппарат обеспечит съёмку земной поверхности с разрешением 1 м в панхроматическом режиме (один канал) и 4 м в мультиспектральном режиме.
Размеры аппарата составляют: высота около 2,8 м, диаметр 2,0 м. При развёрнутых створках солнечной батареи и антенн высота и длина аппарата составляет 2,8 и 6,9 м. Масса аппарата в заправленном состоянии около 800 кг.
Запуск аппарата на орбиту высотой 685 км с наклонением 98,13°, первоначально планировавшийся на ноябрь 2005, был отложен в октябре того же года из-за неудачного запуска спутника Криосат и осуществлён только 28 июля 2006 с помощью ракеты-носителя Рокот/Бриз-КМ c космодрома Плесецк.